# 加尔默罗会神学院

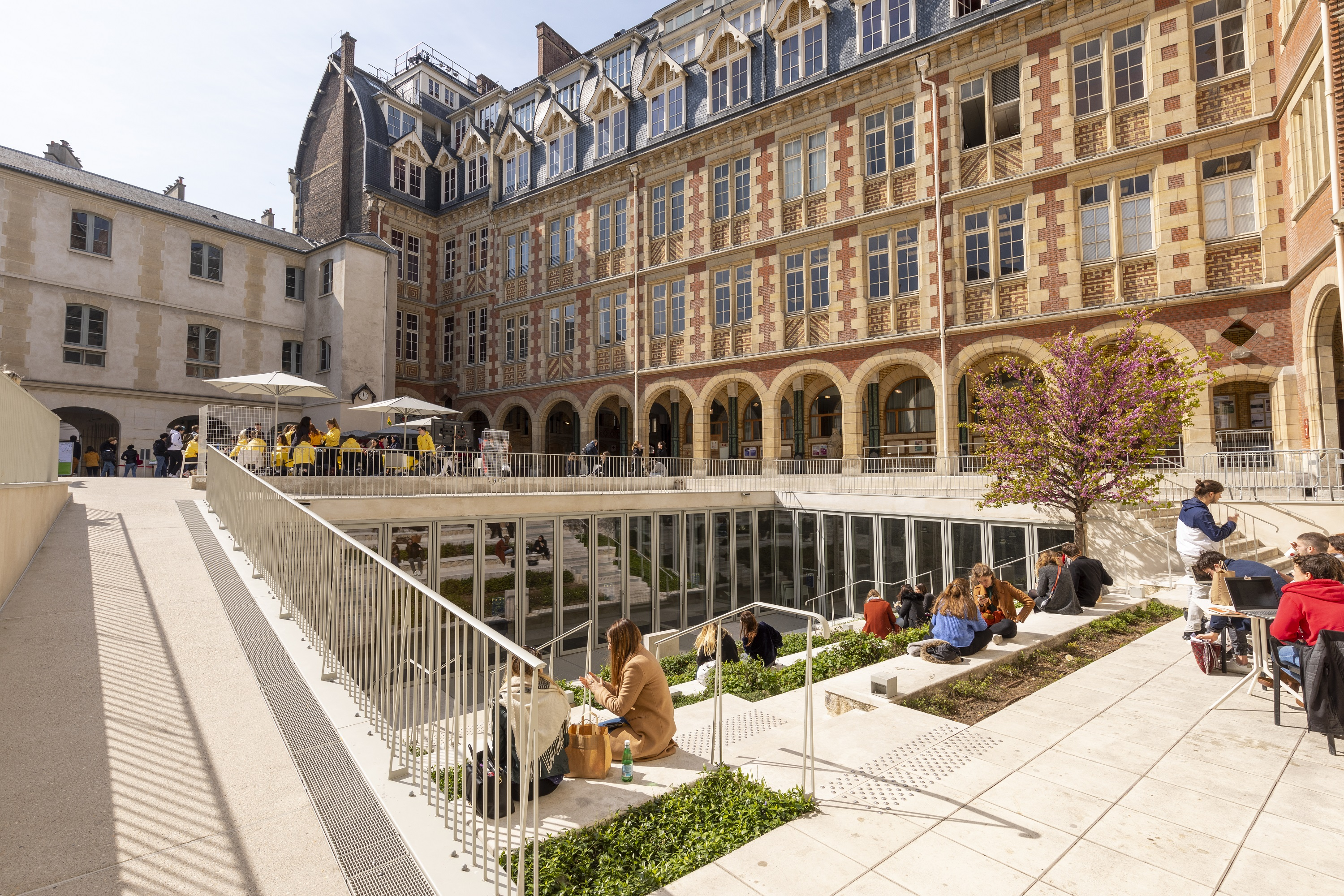
加尔默罗会神学院

加尔默罗会神学院（法語：Séminaire des Carmes）是法国巴黎的一所大学神学院，属于巴黎天主教大学。它成立于1919年，现在有来自法国多个教区的50多名罗马天主教神学生。

## 修道院
神学院位于巴黎第六区阿萨斯街21号，建于1613年的原赤足加尔默罗会修道院的旧址。1610年，教宗保祿五世派两名加尔默罗会修士到法王亨利四世那里去。他们在亨利遇刺后不久才抵达法国，玛丽·德·美第奇欢迎他们，授权他们在离她的卢森堡宫不远的地方，建立一座修道院。
他们在卡塞特街（rue Cassette）和沃日拉尔街（chemin de Vaugirard）拐角处，会计师尼古拉斯·维维恩（Nicolas Vivien）送给他们的一所房子里建立了一座修道院，但很快就发现太小，搬到了阿萨斯街（rue d'Assas），1613年，他们在那里建造了一座新的小堂和修道院。这座小堂是巴黎第一座圆顶建筑。在法国大革命期间，修道院被没收，改为加尔默罗会监狱，又在九月屠杀中部分被毁。
在最严重的动乱平息后，富有的女继承人和加尔默罗会修女卡米尔·德·索伊考特（Camille de Soyécourt）从1797年8月8日开始，通过一系列的购买，购买并修复了神学院的建筑。  
最初只购买了建筑的一部分，1801年11月8日，她在利用一个机会，购买了原加尔默罗会修道院的另一部分。1807年8月22日，她买下了这座建筑的第三部分，完成了她的收购，从而获得了一处对修女们自身需求而言太大的房产。1819年，她完成了教堂大门的修复。
最后，在1841年7月23日，她将这些建筑无条件地交给了巴黎总主教德尼·奥古斯特·阿弗乐（Denis Auguste Affre） 。主教将其用于开办新的教会大学，即1875年成立的巴黎天主教大学。
加尔默罗会直到1845年4月23日才离开修道院，定居在巴黎的萨克森大街，在那里建造了一座新修道院。